# 2014 K-QUEEN CONTEST
《2014 K-QUEEN CONTEST》는 2014년에 MBC QueeN에서 방송된 35세 이상 여성을 대상으로 한 미인 대회 프로그램이다.

## 수상
| 순위             | 이름   |
| ---------------- | ------ |
| 대상, 포토제닉상 | 한희주 |
| 최우수상         | 김경주 |
| 우수상, 인기상   | 박선영 |
| 뷰티퀸상         | 천소영 |
| 메이크오버상     | 이윤지 |
| 우정상           | 서경희 |
| 열정상           | 박홍매 |